# Zelking-Matzleinsdorf
Zelking-Matzleinsdorf – gmina w Austrii, w kraju związkowym Dolna Austria, w powiecie Melk. Według Austriackiego Urzędu Statystycznego liczyła 1 245 mieszkańców (1 stycznia 2014).